# 폴커크 FC

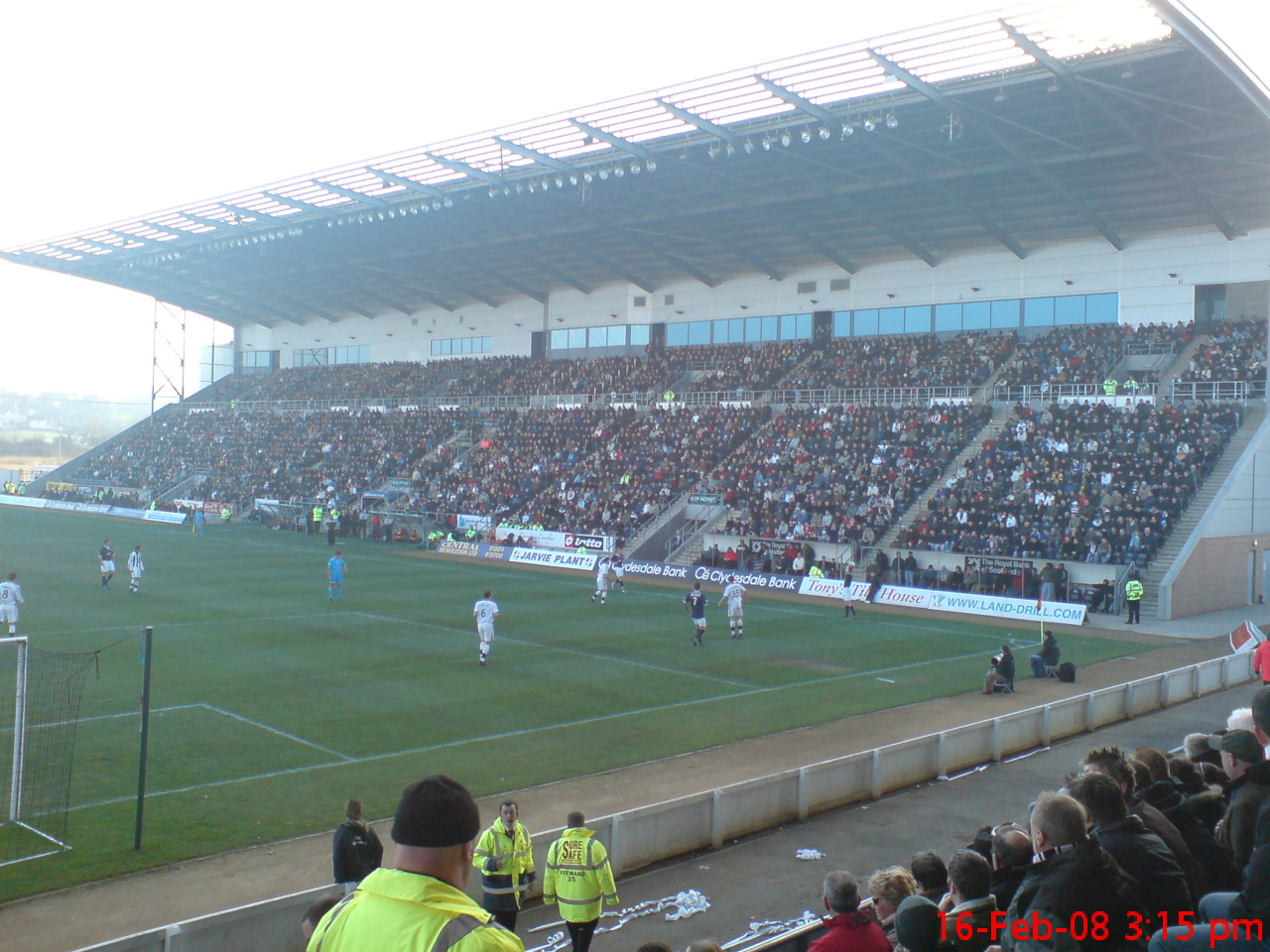

폴커크 FC(Falkirk Football Club, Falkirk F.C.)는 스코틀랜드 폴커크의 축구 클럽으로, 현재 스코틀랜드 풋볼 리그 1부에서 활동하고 있다. 2009–10 스코틀랜드 프리미어리그 시즌에서 12위를 기록하면서 강등되었다.

## 성적
- 스코틀랜드 컵 우승 2회 (1913, 1957), 준우승 2회 (1997, 2009)
- 스코틀랜드 챌린지 컵 우승 3회 (1993, 1997, 2004)
- 스코틀랜드 프리미어리그 준우승 2회 (1907–08, 1909–10)
- 스코틀랜드 풋볼 리그 1부 우승 4회 (1990–91, 1993–94, 2002–03, 2004–05)
- 스코틀랜드 풋볼 리그 2부 우승 1회 (1979–80)

## 선수 명단

### 현역
참고: FIFA 자격 규정에 따라 소속된 국가대표팀 국기를 표시합니다. 선수는 복수의 FIFA 비회원국 국적을 가지고 있을 수 있습니다.
| 번호 | 포지션 | 국적 | 이름 |
| ---- | ------ | ---- | ---- |

| 번호 | 포지션 | 국적     | 이름        |
| ---- | ------ | -------- | ----------- |
| 24   | DF     | 아일랜드 | 다라 오코너 |
| 37   | MF     |          | 스콧 아필드 |

## 역대 감독
| 감독      | 임기        |
| --------- | ----------- |
| 오언 코일 | 2003        |
| 마틴 레니 | 2021 ~ 2022 |